# (99262) Bleustein
(99262) Bleustein (2001 OQ12) – planetoida z grupy pasa głównego asteroid okrążająca Słońce w ciągu 5,45 lat w średniej odległości 3,1 j.a. Odkryta 20 lipca 2001 roku.